# Miss Princess of the World
Miss Princess of the World (česky doslovně Slečna princezna světa) je mezinárodní soutěž krásy a komunikačních dovedností. 
Tato soutěž je organizována každoročně v České republice od roku 2003, tehdy ale ještě jako Miss Europe - Junior (česky Nekrásnější dívka Evropy) a mohly se do ní přihlásit dívky ve věku 15 až 18 let. Od roku 2006 je soutěž "open". Dříve tato soutěže fungovala také pod názvem Miss Europe and World Junior. O roku 2009 je organizována jako Miss Princess of the World.
Do soutěže se mohou přihlásit dívky ve věku 16–26 let, s minimální výškou 170 cm, svobodné a bezdětné a mají trvalý pobyt v zemi, kterou reprezentují. Musejí ovládat anglický jazyk na hovorové úrovni a být schopny používat počítač a internet. Nesmějí být finalistkami předchozích ročníků. Každá země může do soutěže přihlásit jednu dívku a jednu náhradnici.

## Soutěžní disciplíny
1. Představení, rozhovor – krátké představení dívky, odpovědi na otázky v anglickém jazyce
2. Volný program či herecká etuda – připravený minutový vstup z jakékoliv oblasti činnosti dívky, případně humorná parodie či scénka
3. Mobilní komunikace – počítač a internet, komunikační prostředek a zdroj informací
4. Vzhled, promenáda – promenáda v plavkách a šatech určitého módního návrháře

## Doprovodné soutěže
- Miss Foto
- Miss Sympatie
- Miss Fashion
- Miss Talent
- sportovní disciplíny, focení atd.

## Přehled vítězek

### Miss Europe and World Junior

#### Národní finále
| rok  | ročník | vítězka           | I. vicemiss   | II. vicemiss    | Miss Sympatie      | Miss Foto       | Datum konání    | Místo konání                         | Poznámky |
| ---- | ------ | ----------------- | ------------- | --------------- | ------------------ | --------------- | --------------- | ------------------------------------ | --- |
| 2005 | 3.     | Kamila Houfová    |               |                 |                    |                 | 22. května 2008 | Hotel Imperial v Ostravě             | |
| 2008 | 6.     | Michaela Dihlová  |               |                 |                    |                 | 22. května 2008 | Hotel Imperial v Ostravě             | |
| 2009 | 7.     | Michaela Haladová | Soňa Dedíková | Denisa Domanská | Lucie Zatloukalová | Denisa Domanská | 6. června 2009  | Multifunkční centrum Fabrika Svitavy | finalistky Barbora Hamplová, Lucie Klukavá, Aneta Zelená, Tereza Novotná, Kristýna Píchalová, Markéta Bobková |

#### Světové finále
| rok  | ročník | vítězka                             | Země      | I. vicemiss                   | II. vicemiss                | Miss Sympatie  | Miss Fashion      | Miss Photo                 | Miss Press                 | Datum konání   | Místo konání                                    |
| ---- | ------ | ----------------------------------- | --------- | ----------------------------- | --------------------------- | -------------- | ----------------- | -------------------------- | -------------------------- | -------------- | ----------------------------------------------- |
| 2003 | 1.     | Anna Jeglová                        | Česko     | Diana Gabriela Alexandroaeová | Gabriela Ljubomirova Šopová | Anna Jeglová   | Juliana Šaršaková | Diana Gabriela Alexandroae | Diana Gabriela Alexandroae | 11. října 2003 | Kongresové centrum Praha                        |
| 2005 | 2.     | Alexandra Iacob                     | Rumunsko  | Katarína Manová               | Kamila Houfová              | neznámá vlajka |                   |                            | neznámá vlajka             | 15. října 2005 | Tipsport arena Liberec                          |
| 2006 | 3.     |                                     | Slovensko |                               |                             |                |                   |                            |                            |                |                                                 |
| 2007 | 4.     | Ana Vernot                          | Srbsko    |                               |                             |                |                   |                            |                            |                |                                                 |
| 2008 | 5.     | Solange Elizabeth Romeo Martinezová | Venezuela | Linda Mošaťová                | Michaela Dihlová            |                |                   | -                          | -                          | 3. října 2008  | Kultovní divadlo Stardust na lodi Norwegian Gem |

### Miss Princess of the World

#### Národní finále
| rok  | vítězka           | I. vicemiss        | II. vicemiss            | Miss Sympatie    | Miss Foto        |
| ---- | ----------------- | ------------------ | ----------------------- | ---------------- | ---------------- |
| 2010 | Alice Kocáková    | Lenka Hovorková    | Eliška Baťová           | Gabriela Bendová | Tereza Jinochová |
| 2011 | Šárka Mohorková   | Markéta Břízová    | Blanka Patricie Skálová | Veronika Holá    | Ivana Šťávová    |
| 2012 | Monika Vaculíková | Monika Vetešníková | Sabina Karasová         | Tereza Řehořová  | Sabina Karasová  |

#### Světové finále
| rok  | vítězka                          | Země      | I. vicemiss         | II. vicemiss           | Miss Sympatie             | Miss Foto            | Datum konání  | Místo konání    |
| ---- | -------------------------------- | --------- | ------------------- | ---------------------- | ------------------------- | -------------------- | ------------- | --------------- |
| 2009 | Kathiel Davionnie Lampson Carter | Nikaragua | Kim Kirsty Senogles | Katrin Mari Pavia      | Mariangela Napolitano     | Andrine Amalie Alver | 26. září 2009 | TOP HOTEL Praha |
| 2010 | Démanté Bubelité                 | Litva     | Raffaella Campagna  | Jhoanny Sarahi Jimenez | Stefany Suarez Justiniano | Kate Ločmele         | 2. října 2010 | TOP HOTEL Praha |
| 2011 | Carmen Isabel Hernandez Chave    | Mexiko    | Michaela Karaková   | Yen Cao                | Diana Sunshine Rademann   | Viktoriya Nimets     | 1. října 2011 | TOP HOTEL Praha |

## Úspěchy českých dívek
| Ročník                            | jméno a příjmení  | umístění     |
| --------------------------------- | ----------------- | ------------ |
| Miss Europe - Junior 2003         | Anna Jeglová      | vítězka      |
| Miss Europe - Junior 2005         | Kamila Houfová    | II. vicemiss |
| Miss Europe - Junior Open 2006    | Lada Horká        | TOP 9        |
| Miss Europe and World Junior 2008 | Michaela Dihlová  | II. vicemiss |
| Miss Princess of the World 2009   | Michaela Haladová | TOP 9        |
| Miss Princess of the World 2010   | Alice Kocálková   | TOP 9        |
| Miss Princess of the World 2011   | Šárka Mohorková   | TOP 9        |

### Vedlejší tituly
| Ročník                            | jméno a příjmení  | umístění      |
| --------------------------------- | ----------------- | ------------- |
| Miss Europe - Junior 2003         | Anna Jeglová      | Miss Sympatie |
| Miss Europe - Junior Open 2006    | Lada Horká        | Miss Foto     |
| Miss Europe a World - Junior 2007 | Lucie Blažková    | Miss Holiday  |
| Miss Princess of the World 2009   | Michaela Haladová | Miss Talent   |
| Miss Princess of the World 2010   | Alice Kocálková   | Miss Polička  |